# Oricum
Oricum (Grieks: Ὤρικος of Ὠρικός, Orikos) was een Griekse kolonie in Illyrië. De stad bevond zich 42 km ten zuiden van Apollonia. De archeologische resten van Oricum bevinden zich aan de Golf van Vlorë, nabij het centrum van de hedendaagse deelgemeente Orikum van de stad (bashki) Vlorë in Albanië.

## Geschiedenis van Oricum
De stad werd in de 6e eeuw v.Chr. gesticht door de Euboeërs en groeide vanwege haar strategische ligging uit tot een belangrijke havenstad aan de Adriatische Zee. Oricum werd door de Romeinse Republiek gebruikt als steunpunt tijdens de Illyrische oorlogen (229 v.Chr.-219 v.Chr.). Tijdens de Macedonische oorlogen werd de stad in 214 v.Chr. veroverd door de Macedoniërs, maar de Romeinen wisten de havenstad snel te heroveren. In 48 v.Chr., tijdens de burgeroorlog tussen Pompeius en Caesar achtervolgde Julius Caesar Pompeius naar Illyrië. Hier nam hij Oricum en Apollonia in. Tijdens het bewind van het Byzantijnse Rijk werd de stad versterkt en kreeg het de nieuwe naam Jericho. Na de val van het Byzantijnse Rijk kwam de stad in handen van het Ottomaanse Rijk en kreeg ze de naam Pashaliman (haven van de Pasja). Pashaliman is heden een Albanese marinehaven.

## Ligging en archeologisch onderzoek
Oricum lag op een aan zee gelegen 20 m hoge heuvel met een oppervlakte van 5 hectare. Op het hoogste punt, de akropolis, bevond zich een versterkte burcht. Het theater bood plaats aan ongeveer 400 toeschouwers, waaruit kan worden afgeleid dat Oricum een vrij kleine stad was.
Al in de 19e eeuw werd in de regio archeologisch onderzoek gedaan, maar de eerste uitgebreide expedities vonden plaats tussen 1924 en 1936 door de Italiaan Luigi Maria Ugolini, die in 1926 Oricum bezocht. De Russische Tatania Blavatskaja leidde in 1958 een uitgebreid Albanees-Russisch onderzoek in Oricum, waarbij onder andere het theater werd ontdekt.